# 1735 en santé et médecine
| Années de la santé et de la médecine : 1732 - 1733 - 1734 - 1735 - 1736 - 1737 - 1738    |
| Décennies de la santé et de la médecine : 1700 - 1710 - 1720 - 1730 - 1740 - 1750 - 1760 |

Cet article présente les faits marquants de l'année 1735 en santé et médecine.

## Événements
- 6 décembre : Claudius Amyand, chirurgien anglais d'origine française, réussit la première appendicectomie[1],[2].

## Décès
- Daniel Duncan (né en 1659), médecin écossais, « précurseur oublié d'une neurophysiologie « mechanique[3] » », auteur, en 1678 d'une Explication nouvelle et mécanique des actions animales[4].